# تفويض رد اعتداء (رواية)
تفويض رد اعتداء The Letter of Marque هي رواية تاريخية للكاتب الإنجليزي باتريك أوبراين، نُشرت لأول مرة في عام 1988. وهي الرواية الثانية عشرة في سلسلة روايات «أوبري ماتورين».
ومعنى العنوان هو تفويض رد الاعتداء (بالفرنسية: lettre de course) (بالإنجليزية: letter of marque) وهي وثيقة كان يصدرها الملوك ورؤساء بلديات المدن الساحلية والتي بموجبها يحصل مالك السفينة على تصريح لمهاجمة سفن وسكان الدول المعادية، وبهذه الطريقة يصبح حائزها جزءًا من بحرية البلد الذي أصدر الرخصة.

## القصة
تدور أحداث الرواية خلال الحروب النابليونية وحرب عام 1812 .
يواجه أوبري الحياة خارج البحرية الرسمية، بصفته قبطانًا يحمل «تفويض رد اعتداء»، ويقوم بتدريب طاقم سفينة أخرى، ولكن من المتطوعين، مع عدم وجود جنود من البحرية على متنها. ويسافر ماتورين يسافر للقاء زوجته.